# Хачишвили, Темур
Темур Хачишвили (груз. თემურ ხაჩიშვილი) — грузинский политический и общественный деятель, министр внутренних дел Грузии в 1992—1993 годах.

## Биография
Один из лидеров военизированной организации «Мхедриони». В 1992—1993 годах — министр внутренних дел Грузии, затем в течение двух лет был заместителем министра госбезопасности. В сентябре 1995 года арестован по обвинению в организации теракта против Эдуарда Шеварднадзе, совершённого 29 августа того же года в Тбилиси. В 1996 году приговорён к 11 годам лишения свободы, однако в 2002 году был помилован Шеварднадзе. После выхода на свободу основал партию «Датви» («Медведь»). На съезде Хачишвили заявил, что партия будет выступать за мирное урегулирование конфликтов в Абхазии и Южной Осетии, налаживание добрососедских отношений с Россией.
В апреле 2004 года был арестован по обвинению в незаконном хранении оружия и приговорён к трём месяцам предварительного тюремного заключения на время следствия. Хачишвили по этому поводу заявил: «все происходящее — это фарс», отметив, что преследование связано с его политической деятельностью.
В интервью изданию «Квела сиахле» высказался против вступления страны в НАТО:

НАТО — объединение военных сил и вступление в него нам ничего не даст. Мы же не собираемся восстанавливать территориальную целостность страны развязыванием войны? Вот уже сорок лет, как в Ливане стоят миротворческие силы НАТО и, наверное, будут стоять еще сорок лет. Разве нам нужна такая Грузия? НАТО не является организацией, занимающейся урегулированием конфликтов. Вообще, возрождение экономики Грузии и урегулирование конфликтов с абхазами и осетинами без кардинального изменения отношений с Россией невозможны… Что касается Америки, ей Грузия нужна в качестве плацдарма против Ирана, поскольку на эту роль мусульманская Турция не годится. К тому же, эта страна из Ирана получает природный газ. Вспомните, как устанавливают американцы мир в Ираке.